# Blanc de Blancs

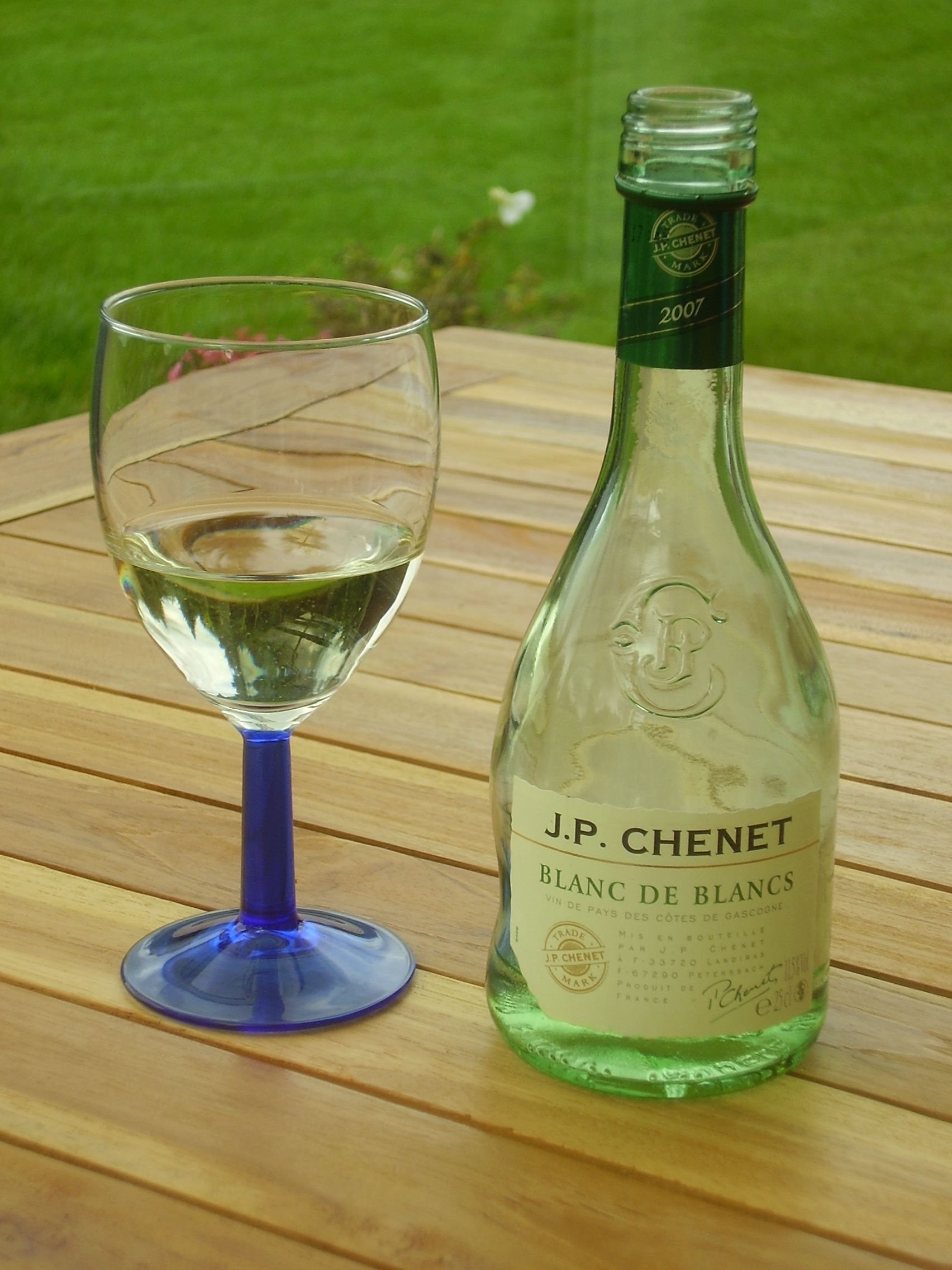
Blanc de Blancs Wein

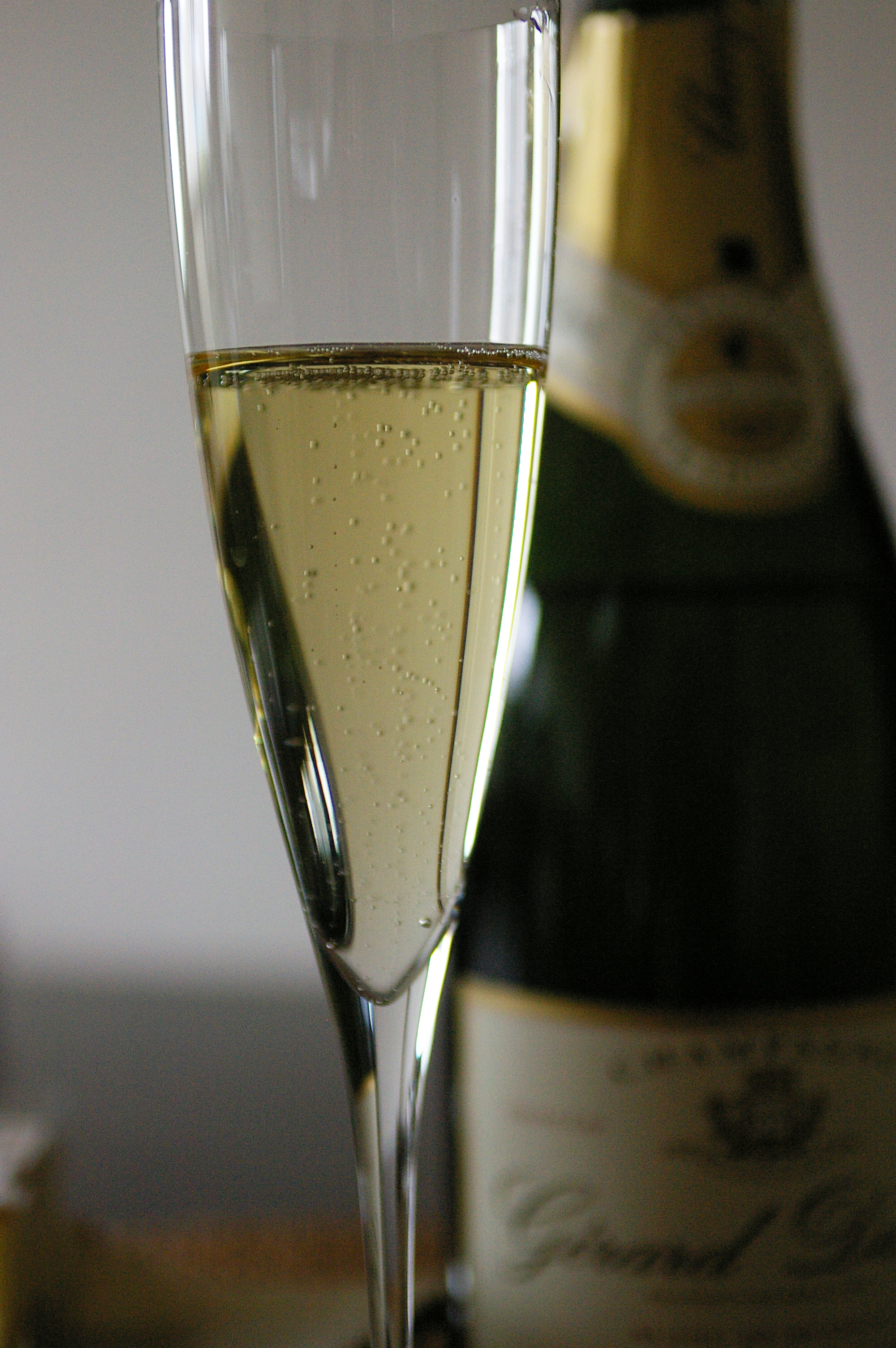
Blanc de Blancs Champagner

Blanc de Blancs (franz. wörtlich: „Weißer aus weißen“) ist ein Weißwein, Champagner oder Crémant, der ausschließlich aus weißen Trauben gekeltert wurde. Meistens wird diese Bezeichnung für einen Champagner verwendet.

## Die Situation in der Champagne
Im Weinbaugebiet Champagne ist ein Blanc de Blancs ein Schaumwein, der fast ausschließlich aus Chardonnay-Trauben produziert wird. Ein Blanc de Blancs wird ohne Pinot Noir (= Spätburgunder) oder Pinot Meunier (= Schwarzriesling) hergestellt. Im Gegensatz dazu steht der Blanc de Noirs, der nur aus roten Trauben hergestellt wird. Diese Erzeugnisse sind preisgünstiger, da die Chardonnay-Trauben im Beeren-Handel der Champagne wesentlich teurer sind (aus den besten Lagen Grand cru und Premier cru z. Z. ca. 5–6 € / Kilo). Dafür ist ein Blanc de Blancs aber auch deutlich lagerungsfähiger und kann sich in dieser Zeit oft sehr vorteilhaft entwickeln. 
Seit 1980 ist dazu nur noch die Chardonnay-Traube erlaubt, wenn das Erzeugnis die Bezeichnung Blanc de blancs tragen soll. 
Allerdings sind 4 weitere weiße Sorten in der Champagne zugelassen, Pinot blanc, Pinot gris, Arbane und Petit Meslier. Sie werden aber nur noch selten (Weißburgunder) oder sehr selten angebaut. Ausnahmen bei weißen Champagnern werden dann u. U. im seltenen Einzelfall extra und vielleicht in Anführungszeichen gekennzeichnet, etwa der Quattuor IV von Drappier mit vier weißen Sorten als "Blanc de quatre blancs".